# Retorn d'allò reprimit
El retorn d'allò reprimit és un concepte de la psicoanàlisi que descriu el procés o mecanisme psíquic amb què els continguts «reprimits», és a dir, expulsats de la consciència, tendeixen a reaparéixer. El material torna de manera distorsionada o deformada (com a símptomes, somnis, actes fallits, lapsus o fantasies oníriques diürnes). Aquestes formacions de l'inconscient, amb què actua el retorn d'allò reprimit, constitueixen «formacions de compromís», és a dir, són el resultat d'una mena de negociació entre la instància psíquica repressora i les representacions reprimides, representants de la pulsió.

## Desenvolupament del concepte en l'obra de Freud
El retorn d'allò reprimit apareix com a concepte molt aviat en l'obra freudiana. Se'n pot rastrejar el primer esment en les publicacions psicoanalítiques de 1896.
El concepte es fonamenta en una altra idea essencial de la teoria psicoanalítica: per a Freud els continguts allotjats en l'inconscient i que representen les pulsions tenen un caràcter indestructible. Això significa que la repressió mai no n'és totalment efectiva, en el sentit que només se'n pot encapsular el contingut, expulsar-lo de la consciència i empènyer-lo cap a l'inconscient, però no se'l pot mai anihilar o destruir. En l'inconscient, aquests continguts conserven tota l'efectivitat psíquica: allò reprimit està sempre actiu i intentant sempre retornar.
Des del començament i durant tota la seua obra, Freud mantingué la idea que el mecanisme de la formació de símptomes neuròtics es podia explicar pel retorn d'allò reprimit. El caràcter específic, però, de la relació entre repressió i tornada d'allò reprimit s'interpretà de dues maneres molt diferents:
- Allò reprimit empraria, per a tornar, les mateixes vies associatives que abans utilitzà la repressió. Es reproduiria llavors la mateixa lluita entre les forces en conflicte:

«[...]i qualsevol intent d'introduir en la consciència la causa inconscient i reprimida de la malaltia crida de manera necessària als components pulsionals en qüestió a un renovat combat amb els poders que els reprimeixen, per arribar-hi a una darrera venjança, sovint enmig dels més violents fenòmens reactius».
Sigmund Freud (1906)
 
- El retorn d'allò reprimit constitueix un mecanisme específic, que no empra necessàriament els mateixos camins ni representa necessàriament una reproducció exacta de la mateixa lluita de forces. Aquesta nova concepció l'amplia Freud fonamentalment en l'assaig La repressió, publicat el 1915, que forma part de la col·lecció d'escrits agrupats en la «metapsicologia»:

«Sabem també que la repressió deixa ''símptomes'' com a seqüela. ¿Hi farem coincidir formació substitutiva i formació de símptoma? I si açò es pogués acceptar globalment, ¿s'hi superposen el mecanisme de la formació de símptoma i el de la repressió? Per ara sembla versemblant que ambdós en divergisquen, que no és la mateixa repressió la que crea formacions substitutives i símptomes, sinó que aquests darrers, com a indicis d'un ''retorn d'allò reprimit'', en deuen la gènesi a processos completament diversos.»
Sigmund Freud (1915)
 
Després de revisar-ne la idea inicial, i amb la nova descripció d'un retorn d'allò reprimit com un tercer temps (diferenciat de la repressió mateixa), s'obri per a Freud la possibilitat de fer diferències més precises sobre la formació de símptomes en els tipus de neurosi, i descriure'n altres mecanismes específics (desplaçament, condensació, conversió) amb què es produeix la tornada a la fòbia, a la neurosi obsessiva i a la histèria.